# Wovoka

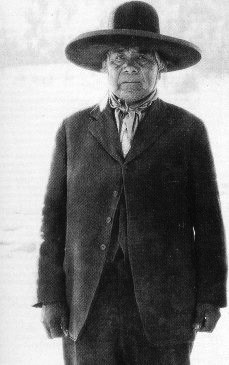
Wovoka

Wovoka (ur. ok. 1856, zm. 20 września 1932 w Yerington) – religijny przywódca Pajutów z Nevady, twórca Tańca Duchów. Od nazwiska jego przybranych opiekunów zwano go także Jack Wilson.
Urodził się w Mason Valley w zachodniej Nevadzie (lub w Smith Valley na południowy wschód od Carson City). Jego ojciec był prawdopodobnie przywódcą religijnym zwanym Tavibo lub Numu-Taibo, gdyż elementy jego nauki można odnaleźć w nauczaniu Wovoki. Młody Wovoka miał kontakt z szamanizmem, a po śmierci ojca ok. roku 1870 dostał się pod opiekę Davida Wilsona - ranczera z Yerington. Pracował w gospodarstwie Wilsona i przyjął wówczas imię Jack Wilson. W tym okresie zetknął się z wiarą chrześcijańską i Biblią.
Około 1887 roku (według etnologa Jamesa Mooneya - po ciężkiej chorobie, która zbiegła się z zaćmieniem słońca) Wovoka doświadczył wizji, podczas której Bóg miał nakazać mu wrócić na Ziemię i polecić Indianom, by kochali się wzajemnie, żyli w pokoju z białymi, pracowali, nie kłamali, nie kradli i nie używali broni, a spotkają się ze swymi zmarłymi przyjaciółmi, zaś choroby i śmierć przestaną istnieć. Bóg nauczył go też tańca, który wykonywany co pewien czas przez pięć dni, miał przyspieszyć ten moment. Jego nauki rozprzestrzeniły się na sąsiednie plemiona, a do Wovoki przybywali nawet szamani z tak odległych plemion Wielkich Równin, jak Dakotowie. Praktykowana przez tych ostatnich bardziej radykalna odmiana Tańca Ducha doprowadziła do konfliktu z białymi i Masakry nad Wounded Knee, co ponoć bardzo przygnębiło Wovokę. Mimo tragicznych czasem dla Indian konsekwencji wyznawania nowej religii i przedłużającego się oczekiwania na spełnienie wizji, Wovoka nie odwołał nigdy swoich proroctw, jeszcze większy nacisk kładł natomiast na pokojowe relacje z białymi sąsiadami.
Zmarł w Schurz w Nevadzie i tam został pochowany. Miał jedną żonę, a ich dzieci - trzy córki i syn - zmarły w dzieciństwie.